# Zeta Aurigae
Zeta Aurigae (Sadatoni, Saclateni, Haedus I, Hoedus I, 8 Aurigae) é uma estrela binária na direção da constelação de Auriga. Possui uma ascensão reta de 05h 02m 28.68s e uma declinação de +41° 04′ 33.2″. Sua magnitude aparente é igual a 3.69. Considerando sua distância de 787 anos-luz em relação à Terra, sua magnitude absoluta é igual a −3.22. Pertence à classe espectral K4II comp. É uma estrela variável algol e é um sistema binário eclipsante.